# 慕庐
慕庐位于北京市西城区百万庄路8号，为陆徵祥为其祖母和父母建造的墓。陸徵祥将其称之为“慕庐”。。

## 历史
陆徵祥（1871年－1949年）为上海人，1912年任北洋政府国务总理兼外交总长，1922年任中国驻瑞士公使，1927年辞职，到比利时布鲁日本笃会的修院当修士。
1920年，陆徵祥为其祖母及父母建造了该墓。1920年底，陆徵祥亲自到上海将其祖母和父母的遗骨换装入新棺，迁葬至北京。
1991年秋，此墓在北京道路扩建时险些遭到拆除，幸而被人发现并上报，从而获得保护。后被定为北京市文物保护单位。 1996年成立的北京凌奇印刷制品有限公司为该墓使用者，该墓坐落于该公司的工厂厂区内。2004年，该北京市文物保护单位的名称由“陆徵祥家族墓”更名为“西城区百万庄路8号墓园石刻”。

## 建筑
该墓仿古希腊神庙样式，屋顶的取材以及铺设均采用中国传统作法，中西合璧。墓坐东南朝西北，对着马尾沟教堂的方向，也是罗马教廷的方向。墓以砖石砌筑，上为祭堂，下为墓室，集合了祭祀与天主教礼仪的功能。墓外抱厦的横梁上刻有一行法文（意为“陆氏家族”）。祭堂嵌有溥仪所书题额、康有为所书门联）、陆润庠所书汉白玉挽联，祭堂四壁嵌有袁世凯、黎元洪、冯国璋、段祺瑞、伍廷芳、徐世昌等40多位名人的题词石刻，出自琉璃厂的刻石名家。此外，祭堂内还有意大利艺术家摹绘的古孝子救亲图。
该墓园建筑由比利时工程师督造。法国艺术家铸造了陆徵祥的“哭亲像”，长跪于墓前。1950年代末大跃进时期，“哭亲像”在大炼钢铁时被熔化。